# Akumulator litowo-siarkowy
Akumulator litowo-siarkowy (Li-S) – ładowalne ogniwo galwaniczne, w którym anoda wykonana jest z litu, a katoda zawiera siarkę i wielosiarczki litu. Charakteryzuje się bardzo dużą pojemnością. Dzięki niskiej gęstości litu oraz umiarkowanej gęstości siarki, akumulatory Li-S są względnie lekkie; ich gęstość wynosi ok. 1 g/cm3. Akumulatory Li-S mają znacznie większą pojemność niż akumulatory litowo-jonowe, a ich koszt produkcji jest niższy ze względu na wykorzystanie taniej siarki. Niekorzystną cechą jest ich szybko spadająca pojemność podczas kolejnych cykli ładowania/rozładowywania.
Akumulatory Li-S zostały wykorzystane w najdłuższym i najwyższym locie samolotu zasilanym bateriami słonecznymi w sierpniu 2008 roku.

## Chemia
Rozładowanie ogniwa Li-S sumarycznie opisać można jako reakcję:
16Li + S8 → 8Li2S
Na anodzie zachodzi utlenianie litu:
Li → Li+ + e−
Na katodzie następuje redukcja siarki do wielosiarczków i dalej do siarczku litu:
S8 → Li2S8 → Li2S6 → Li2S4 → Li2S3 → Li2S2 → Li2S
Podczas ładowania ma miejsce proces odwrotny – wydzielanie litu na anodzie i utlenianie siarczku i wielosiarczków na katodzie. Wykorzystanie metalicznego litu pozwala na osiągnięcie większego upakowania tego pierwiastka w porównaniu do konwencjonalnych ogniw litowo-jonowych, w których wykorzystywane są związki litu.
W większości akumulatorów budowanych w celach eksperymentalnych katody są wykonywane z węgla i siarki, a anody z litu. Powszechność występowania i niska cena siarki jest jej główną zaletą przy masowej produkcji, ale jej wadą jest mała przewodność elektryczna właściwa, 5×10−30 S cm−1 w 25 °C. Powłoka węglowa na siarce zapewnia zwiększoną przewodność elektryczną w porównaniu do samej siarki. Rozwiązaniem tego problemu są węglowe nanorurki. Materiały węglowe zapewniają dużo skuteczniejszą ścieżkę przewodzenia elektronów oraz integralność strukturalną. Minusem stosowania nanorurek węglowych jest wysoki koszt ich wytwarzania.

### Zużycie
Jednym z najbardziej podstawowych problemów większości ogniw litowo-siarkowych jest pośrednia reakcja z elektrolitami. Podczas gdy S i Li2S są względnie nierozpuszczalne w większości elektrolitów, wiele wielosiarczków rozpuszcza się. Rozpuszczanie LiSn w elektrolitach powoduje nieodwracalną utratę aktywnego materiału.

## Bezpieczeństwo
Z uwagi na wysoką pojemność energetyczną i nieliniową krzywą rozładowywania i ładowania ogniwa, czasem przy tych akumulatorach używa się mikrokontrolera oraz różnych obwodów bezpieczeństwa (np. regulator napięcia wyjściowego), aby kontrolować stan ogniwa oraz zapobiec jego gwałtownemu rozładowaniu się.

## Rozwój technologii Li-S
Na Uniwersytecie w Waterloo zbudowano ogniwo Li-S o pojemności wynoszącej 84% pojemności teoretycznej oraz wykazujące zminimalizowany efekt utraty pojemności podczas cyklu ładowania, co potencjalnie przekłada się na 4-krotnie większą pojemność w porównaniu do akumulatorów litowo-jonowych. Dokonano tego przez użycie drobnoporowej katody węglowej. Siarka i węgiel zostały zmielone i podgrzane, co zmniejszyło napięcie powierzchniowe siarki, umożliwiając jej przedostanie się do porów i pozostawiając wystarczająco dużo miejsca na jej rozszerzanie się podczas pracy ogniwa. Układ ten został następnie podgrzany aby usunąć resztę siarki z powierzchni. Powierzchnia katody została powleczona poli(tlenkiem etylenu), który odpycha hydrofobowe wielosiarczki, co ogranicza ich straty przez rozpuszczanie w elektrolicie. W testach, w których jako rozpuszczalnika użyto 1,2-dimetoksyetanu o szczególnie dużej zdolności do rozpuszczania wielosiarczków, tradycyjna katoda Li-S utraciła 96% siarki przez 30 cykli ładowania, podczas gdy nowa katoda tylko 25%.